# Józef Rembisz
Józef Rembisz (ur. 13 marca 1930, zm. 5 czerwca 2020) – polski żołnierz, marynarz, komandor dyplomowany Marynarki Wojennej, twórca i pierwszy dowódca protoplasty Jednostki Wojskowej Formoza (1975–1982).

## Życiorys
1 października 1973 komandor porucznik dyplomowany Józef Rembisz został pierwszym dowódcą nowo powstałego Zespołu Badawczego ds. Płetwonurków Morskich w etacie Ośrodka Szkolenia Nurków i Płetwonurków Wojska Polskiego w Gdyni, a 1 stycznia 1976 roku dowódcą Wydziału Działań Specjalnych 3 Flotylli Okrętów, funkcję pełniąc do 1982 roku. 
Był ojcem chrzestnym sztandaru wojskowego JW Formoza oraz patronem Stowarzyszenia KRS FORMOZA. 
Zmarł 5 czerwca 2020 roku. Pogrzebany 13 czerwca 2020 r.  na Cmentarzu Marynarki Wojennej w Gdyni.